# クルーザー (オートバイ)
クルーザー（英: cruiser）とは、オートバイの車体形態の一つで、起伏が少なく直線が長い道路を巡航することに重点を置いた車体構造を持つ車種、ならびにその特徴を模倣したものを指す。北米大陸の風土の中で発達し、ハーレーダビッドソンやインディアンなどのアメリカ車に代表されることから、日本では「アメリカンバイク」などと呼ばれる。

## 概要

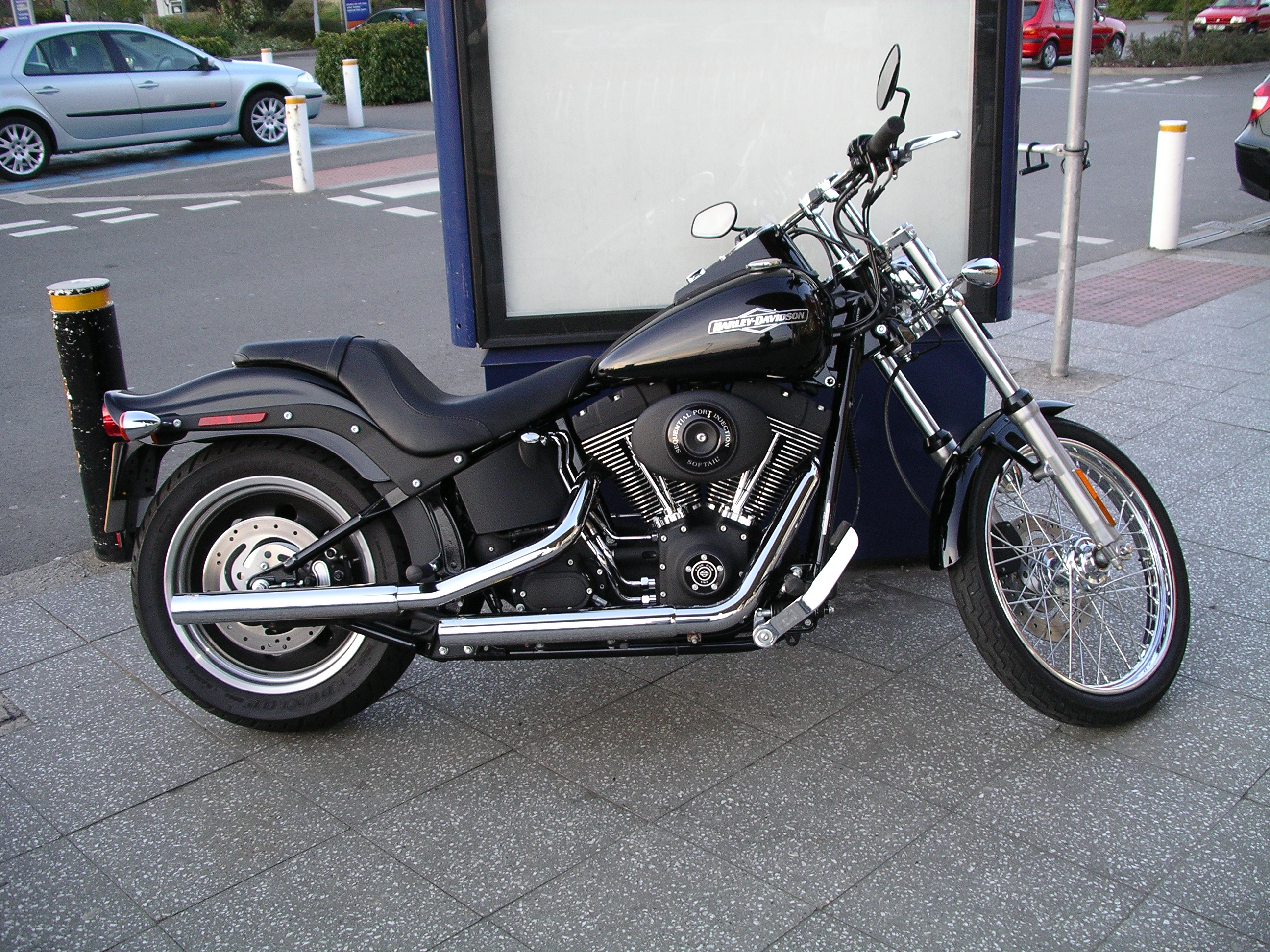
米国製クルーザーの一例。ハーレーダビッドソン・ソフテイル

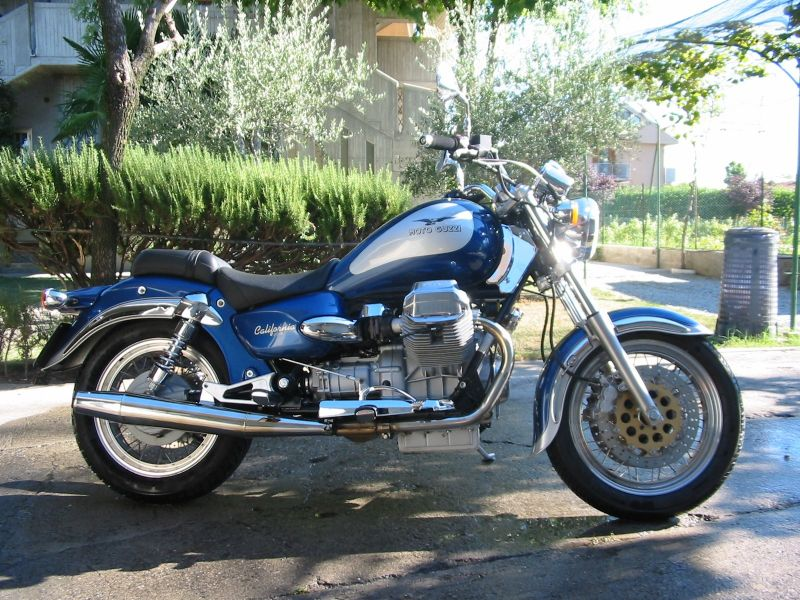
ヨーロッパ製クルーザーの一例。モト・グッツィ・カリフォルニア

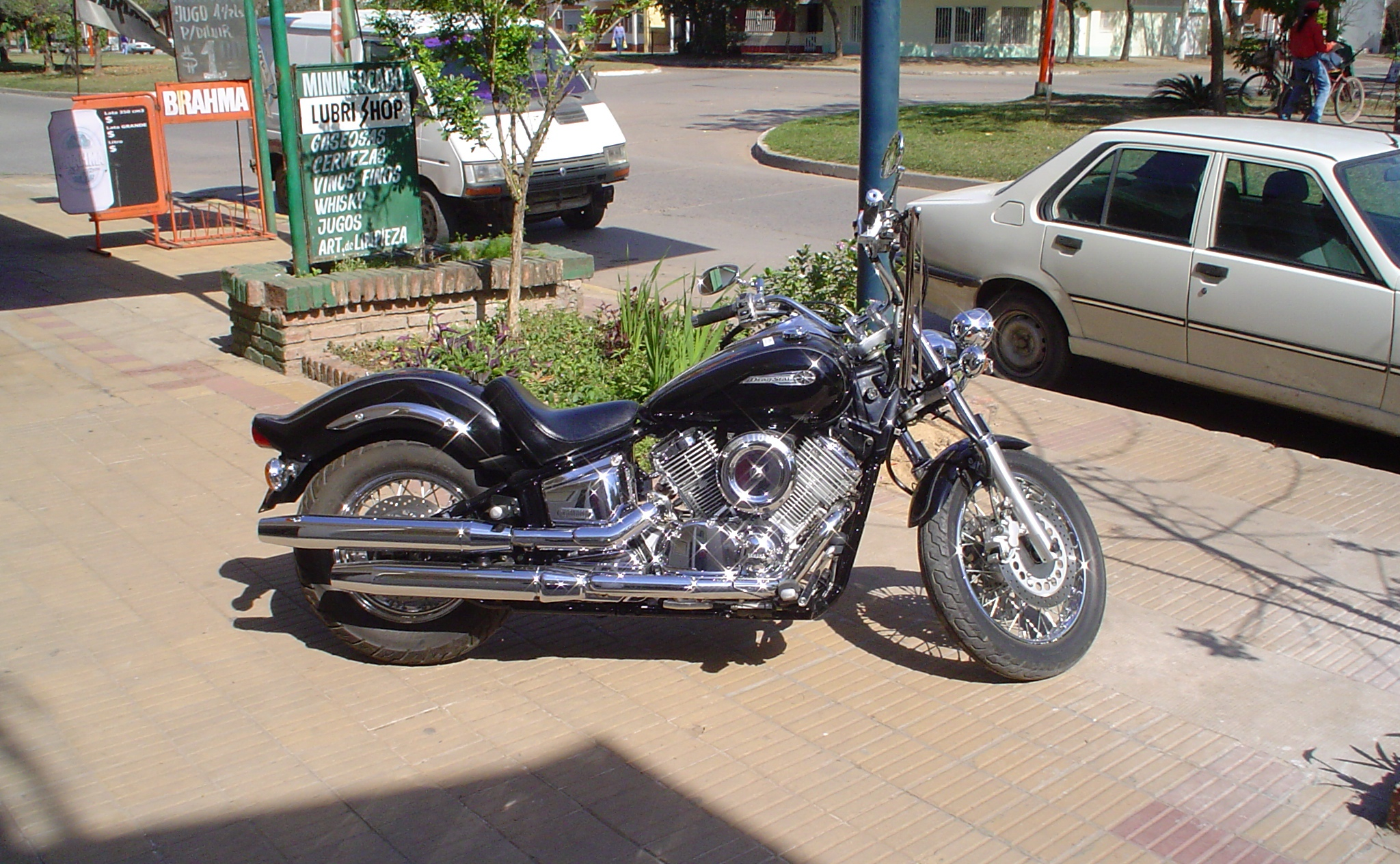
日本製クルーザーの一例。ヤマハ・ドラッグスター1100

クルーザーは、舗装路を走るためにつくられたオートバイの一形態であるが、いわゆるロードスポーツ（ヨーロピアンタイプ）のオートバイとは一線を画した独特の外観や特徴を持つ。起伏が少なく延々と長い直線路が続くような米国大陸によく見られる風土の中をゆったりと巡航（クルージング）するのに向いた車体特性やエンジン特性を持っていることからこのように呼ばれる。
クルーザーは1930年代からハーレーダビッドソンやインディアンなどの米国のメーカーで製造された車種によってその特徴が確立され、現在でもそれらの特徴を強く意識した、クラシカルな外観や構造を持つものが多い。車体に搭載されるエンジンも、最新の機構を満載したようなものは少なく、むしろ伝統的な機構や形式を熟成させたものが多い。しかしその限りではなく、伝統的な特徴を残しつつ近未来的に発展させた外観を持つものや、より現代的で高い性能のエンジンを搭載するものも登場してきている。
トルク重視型のエンジンやそこから生まれる音や鼓動感、そしてゆったりとして急かされない乗車姿勢や車体特性といった、他のジャンルのオートバイとは違った魅力から、世界中に多くの愛好家が存在し、日本やヨーロッパなどの各国メーカーでもこのクルーザーに該当する車種を製造販売している。日本では米国製オートバイが由来であるという理由から、「アメリカンタイプ」や「アメリカンバイク」などと呼ぶことが多かったが、近年では米国以外で製造されたクルーザーも増えたことや、米国製オートバイがすべてクルーザーに該当するとは限らないため、日本でも「クルーザー」と呼ぶ場合が増えてきている。

## 特徴
ここでは他のジャンルのオートバイに比べた場合に多くのクルーザーで見られる特徴を述べるが、必ずしもあてはまらない車種も存在する。
比較的車高が低く、キャスター角が大きくトレール量が多い（フロントフォークが寝ている）ため、ホイールベースが長い。こうした特徴により旋回性能よりも直進安定性に重点を置いた車体となっている。また、同程度の排気量で比べると車重が重い傾向にあり、取り回しが重い欠点をもたらす反面、巡航時の安定感が高い。
搭載されるエンジンは、高回転域での最高出力よりも低中回転の実用域でのトルクと扱いやすさを優先させた特性とされることがほとんどである。伝統的に空冷4ストロークのV型2気筒が採用されることが多いが、この限りではなく、排気量の小さなものでは2ストロークエンジンを搭載するものや、大きいものでは自動車用のV型6気筒やV型8気筒を搭載するものまである。
シート（座席）の高さが低くハンドルバーが高い傾向にあり、乗車姿勢は上体がほぼ直立となる。ステップは前方に配置され、膝の曲がりがきつくならない姿勢となるものが多い。これにより、市街地やカーブの連続する道での機敏な車体操作が行いやすい乗車姿勢というよりも、直線が長く続く道で腕や脚にかかる負担が少ない疲れにくい乗車姿勢となっている。また、比較的幅の広いハンドルバーや風防（カウル）を装備したり、タンデムシート（後部座席）に「シーシーバー」(sissy bar)と呼ばれる背もたれを装備して、巡航での乗員にかかる負担を軽減する作りとなっている車種も多い。
シート高が低めで比較的扱いやすいことから、日本ではスポーツスターとストリート750が教習車として多く導入されている。

## 派生分類
クルーザーをベースとしてユーザーが改造したり、メーカーが共通のエンジンや車体を使って違った外観を持つ車種を用意している場合もあり、細分化することもできる。
クラシック
「クラシック」（英: classic）は、古い年式のクルーザーの外観を模倣したスタイルを指す。具体的には、車輪を深く覆う形状の泥除け（フェンダー）、幅広で手許に引かれた形状のハンドルバー、古風な外観や構造のフロントフォーク、後輪にサスペンションのないリジッドフレームやそれに似せたフレームの採用などが上げられる。代表的な車種としては、ヤマハ・ドラッグスタークラシックシリーズやスズキ・イントルーダークラシックシリーズ、カワサキ・バルカンクラシックシリーズ、ホンダ・シャドウシリーズ、またハーレーダビッドソンで車種名にクラシックと付くものなどが挙げられる。なお、実際に製造年式の古い車両はクラシックと呼ばずに「ヴィンテージ」などと呼んで区別されている。
ハイテック / ハイテク
「ハイテック」または「ハイテク」（英: hi-tech）は、近未来的な外観をもつものをこのように分類する場合がある。具体的には、ヘッドライトやウィンカー、燃料タンクや前後フェンダーなどに流線型の意匠を採用して全体的に近未来を意識させるような外観をもたらし、ホイールなどにめっきや研磨加工が多用される。代表的車種としては、ホンダ・ワルキューレルーンなどが挙げられる。
ドラッガー
「ドラッガー」（英: dragger）は、ドラッグレースに特化した改造を施された車両や、それを模倣したスタイルを指す。英語圏では「ドラッグ・レーサー」（英: drag racer）とも呼ばれる。具体的には、「ドラッグバー」と呼ばれる短い直線形状のハンドルバー、取り払われるか短く切り詰められた前後フェンダー、高荷重に耐える倒立式フロントフォークへの変更や更なる低車高化、急加速に耐えられるよう後ろに移設されたステップなどの特徴を持ち、クルーザー本来の巡航に適した特徴とは相反するものが多い。代表的車種としては、カワサキ・エリミネーターシリーズやスズキ・デスペラードシリーズ、ヤマハ・VMAX、ホンダ・X4、またハーレーダビッドソン・VRSCシリーズなどが挙げられる。
チョッパー（en）
「チョッパー」（英: chopper）は、余計なものを「切り落とし」たり大胆に加工するというのが、その名称の由来である。具体的には、延長したり取り付け角度を水平に近づけたりされたフロントフォーク、背の高い形状としたハンドルバー、より低い位置に取り付けられた座席、小型のものへ変更したり取り外された前後フェンダー、小型のものへ変更された燃料タンクといった外観を特徴とするものをこのように分類する。フレーム形状を加工したり、フレームを一から自作したものもあり、転じて、改造されたクルーザー全般を指す広義の意味で使われることもある。代表的には、映画『イージー・ライダー』の登場人物ワイアット（キャプテン・アメリカ）が乗る車両が挙げられる。一般にチョッパーはほとんどが改造車か少量生産によるハンドメイド車両だが、中にはメーカー製の車種もあり、それらは「ファクトリーチョッパー」とも呼ばれる。1970年代に登場したハーレーダビッドソン・ローライダーシリーズがファクトリーチョッパーとして代表的車種とされる。さらに細分化した「フリスコ」（英: frisco）(en) や「ディガー」（英: digger） (en) といったスタイルもある。
ボバー（en）
「ボバー」（英: bobber）も、チョッパーと同様に、余計なものを削ぎ落としていくという手法でつくられた外観を特徴とする。アメリカで1930年代から1940年代に流行したダートトラックレースに参加した車両に施された、悪路を高速走行するのに適した改造が源流にあると考えられ、具体的には、切り落として短くされた前後フェンダー、チョッパーよりは低めのハンドルバー、後輪にサスペンションのないリジッドフレームやそれに似せたフレームの採用といった特徴を持つことが多い。ボバーという名称の由来は、短く切り落としたフェンダーが走行中に揺れている様子（英: bobbing）から生まれたという説と、「短く切り落とす（英: bobb）」という言葉に由来するという説がある。ボバーとチョッパーは類似点が多いが、大きな相違点は、ボバーではフロントフォークの延長や取り付け角度の変更が行なわれない点や、フレームの加工は行なわず原型車のものを維持するという点が挙げられる。なお、ボバーもそのほとんどは改造車や少量生産によるハンドメイド車両である。

## 主なモデル

### 日本国内
カワサキ
- AV50
- EN400
- エリミネーター
- Z-LTD
- バルカン(400/800/1500)

スズキ
- イントルーダー
- サベージ
- デスペラード
- ブルバード
- マローダー
- GN(50/80/125/250/400)

ホンダ
- NV
- X4
- CM
- CTX700/1300
- NM4-01/NM4-02
- ジャズ
- シャドウ
- スティード
- ダックス
- 250T
- マグナ
- レブル
- ワルキューレ

ヤマハ
- RX
- SR
- XV1600ロードスター
- XV1700ロードスター
- ドラッグスター
- ビラーゴ
- V-Star
- VMAX
- ボルト
- ミッドナイトスター
- ロイヤルスター

### 日本国外
ハーレーダビッドソン
- スポーツスター
- ソフテイル
- ダイナ
- VRSC
- ストリート

ボスホス
- LS445

BMW
- R1200C
- R18

Triumph
- Rocket
- America
- Thunderbird

Moto Guzzi
- California

DUCATI
- Diavel